# Пљешевица (Лика)
Пљешевица или Пљешивица је планина на граници Хрватске и Босне и Херцеговине, у источном делу Личке висије.

## Географски положај
Налази се на истоку Лике, у Личко-сењској и Задарској жупанији, обухвата мањим делом западну Босанску Крајину. Као наставак планине Мале Капеле пружа се у смеру северозапад-југоисток од Плитвичких језера до Зрмање и дели Лику од Поуња. У подножју Пљешевице налазе се крашка поља Крбавско, Подлапачко и Кореничко и пролази пруга Бихаћ-Книн као и пут Слуњ-Грачац.

## Одлике
Пљешевица припада динарском систему. Изграђена је од кречњака и са палеозојским је језгром. Већи део њене површине на северном и средњем делу покривен је густом шумом иако назив планине сугерише оголелост (пљеша = ћела, пљешив 1. који је ћелав, 2. који је без дрвећа, без вегетације). На југу претежу травнати пашњаци. На њеним горским стенама расте десетак посебних ендема, као што су црвени јаглац (лат. Primula portenschlagiana), пљешевички клинчац (лат. Dianthus monanthos) и други. У животињском свету се истичу медведи, вукови, куне, јелени.

## Врхови
Најзначајнији врхови Пљешевице налазе се на почетку и крају планинског ланца:
- Озеблин (1.657 m)
- Гола Пљешевица (1.649 m[2])
- Пљешевички камен (1.616 m)
- Кремен (1.591 m)

## Историја
У 16. веку за Пљешевицу употребљавао се назив Вражји врт. За време ратова Аустро-угарске са Турцима Пљешевица је одиграла важну улогу као природна препрека турским освајањима. Велики жупан Госпића Буде Будисављевић Приједорски је крајем 19. вијека на врху планине подигао кућицу за ноћење путника (Д. Франић, "С ђацима..." стр. 459).